# Parbattia
Parbattia és un gènere d'arnes de la família Crambidae.

## Taxonomia
- Parbattia arisana Munroe & Mutuura, 1971
- Parbattia excavata Zhang, Li & Wang in Zhang, Li, Wang & Song, 2003
- Parbattia latifascialis South in Leech & South, 1901
- Parbattia serrata Munroe & Mutuura, 1971
- Parbattia vialis Moore, 1888

## Espècies antigues
- Parbattia aethiopicalis Hampson, 1913